# Ceratiosicyos laevis
Ceratiosicyos es un género monotípico  de plantas fanerógamas  perteneciente a la familia de las achariáceas. Su única especie Ceratiosicyos laevis, es originaria de Sudáfrica.

## Descripción
Es un arbusto trepador perennifolio que alcanza un tamaño de 0.4 m de altura. Se encuentra a una altitud de  5 - 1615 metros en Sudáfrica.

## Taxonomía
Ceratiosicyos laevis fue descrita por (Thunb.) A.Meeuse  y publicado en Bothalia 8: 20 1962.
Sinonimia
- Ceratiosicyos ecklonii Nees[3]